# Harlow Rothert
Harlow Phelps Rothert (né le 1er avril 1908 à Carthage et décédé le 13 août 1997 à Menlo Park) est un athlète américain spécialiste du lancer du poids. Affilié au Los Angeles Athletic Club, il mesurait 1,90 m pour 92 kg.

## Biographie

### Palmarès
| Date | Compétition           | Lieu        | Résultat | Performance |
| ---- | --------------------- | ----------- | -------- | ----------- |
| 1932 | Jeux olympiques d'été | Los Angeles | 2e       | 15,67 m     |

### Records
| Épreuve         | Performance | Date |
| --------------- | ----------- | ---- |
| Lancer du poids | 15,88 m     | 1930 |